# Feast on Scraps
Feast on Scraps è un DVD+CD della cantante canadese Alanis Morissette, pubblicato dalla Maverick Records nel 2002.

## Descrizione
Il DVD ha un miscuglio di immagini tra le esibizioni live dei concerti durante il Toward Our Union Mended Tour 2002, quelle del backstage e nei momenti di creatività della Morissette. Il DVD+CD contiene al suo interno una sorta di scrapbook (come lo definisce Alanis Morissette) nel quale l'artista canadese ha voluto raccontare gli ultimi due anni in cui ha scritto, registrato e prodotto Under Rug Swept e nel quale poi ha riversato molte delle canzoni scartate in Feast on Scraps (CD). In realtà molte delle canzoni presenti nella stesura del CD sono state pubblicate antecedentemente come b-sides nelle varie edizioni del singolo Hands Clean. Il DVD+CD è stato reso disponibile in 2 formati: in una confezione per DVD ed una confezione per CD.

## CD
1. Fear of Bliss – 4:37
2. Bent for You – 4:41
3. Sorry to Myself – 5:44
4. Sister Blister – 4:13
5. Offer – 4:05
6. Unprodigal Daughter – 4:13
7. Simple Together – 4:48
8. Purgatorying – 4:28
9. Hands Clean (Acoustic Version) – 4:08

## DVD
1. Intro (nervous/who are you/huddles)
2. Baba (Morissette, Glen Ballard) (press/cars/as much about them)
3. Right Through You (Morissette, Ballard) (non-negotiables and deal breakers)
4. 21 Things I Want in a Lover (Morissette) (brian abuse/room for all of it)
5. Hand in My Pocket (Morissette, Ballard)
6. Purgatorying 1 (Morissette) (kung fu/tell us what you love)
7. Unprodigal Daughter (Morissette) (blair sinta/personal is global)
8. Flinch (Morissette) (writing and producing/surrendering)
9. All I Really Want (Morissette, Ballard) (robot alanis/fallacy of/depression-only/writing)
10. Precious Illusions (Morissette) (dork/molly malone/what are you afraid of)
11. Sympathetic Character (Morissette)
12. Purgatorying 2  (Morissette) (jamie muhoberac playing on/so unsexy/raise the bar on your own beauty)
13. So Unsexy (Morissette) (jason orme/andy and marie carry robot alanis)
14. Head Over Feet (Morissette, Ballard) (body/yoga/acceptance speech)
15. Purgatorying 3 (Morissette)
16. You Oughta Know (Morissette, Ballard) (eric avery/brian blondell/genius/hands clean/motivation)
17. Hands Clean (Morissette) (helicopter in Rio)
18. Uninvited (Morissette) (mutual celebration at shows)
19. Ironic (Morissette, Ballard) (zac rae/sweet note/output/input)
20. You Learn (Morissette, Ballard) (what else do you love/sharing power/producing)
21. That Particular Time (Morissette) (David Levita)
22. Thank U (Morissette, Ballard) (goodbye everybody/padding out to sea)

### DVD: Crediti
- DVD Diretto e Prodotto da Alanis Morissette
- Direttore Pierre Lamoureux
- Edito da Chris Lovett/ Mojo Editorial
- Registrato e Mixato da Francois Lamoureux/Fogo
- Design e Direzione Artistica del DVD: Wendy Marvel & Brian Schulmeister/Slenderfungas
- Produttore Esecutivo: Lisa Hendricks/Tidal4
- Produttore Amber Cordero/Tidal4
- Management: Scott Welch/Mosaic Media Group
- DVD Authoring: Blink Digital